# 밤편지 (아이유의 노래)
밤편지는 2017년에 아이유가 발표한 발라드 장르의 곡이다. 이 곡은 아이유의 정규 4집<palette>의 선공개곡이자 수록곡으로 2017년 3월 24일 주요 음원사이트에 이 곡의 디지털 싱글이 선공개되었다. 현재 <palette>실물 음반에 수록되어있어 <palette>실물 음반을 통한 감상이 가능하다. 그러나 디지털 스트리밍 음원은 <palette>앨범을 통해서가 아닌, 디지털 싱글형태로 제공되고 있다.

## 성과
발매 후 멜론, 지니 등의 주요 음원사이트의 실시간, 일간, 주간 등의 차트에서 1등을 달성했다. 또한 가온 주간차트 1위도 달성한다. 멜론, 가온 등의 2017년 연간 음원차트에서 2위를 기록했다. 멜론, 가온의 2018년, 2019년 연간차트에도 진입하는데 성공하는 등 상당한 롱런을 기록한 곡이다. 가온차트에 따르면 2억 스트리밍과 500만 다운로드를 초과한 상태라고 한다.